# Phialella zappai
Phialella zappai — вид гідроїдних кнідарій ряду Leptothecata.

## Назва
Вид описав у 1987 році італійський морський біолог Фердинандо Боеро під час навчання в морській лабораторії Бодеги при Каліфорнійському університеті в Берклі. Він назвав вид на честь американського музиканта Френка Заппи. Боеро був ярим фанатом музиканта і сподівався, назвавши новий вид ім'ям свого кумира, науковець зможе з ним зустрітися. На що Заппа відповів: «Немає нічого, що я хотів би краще, ніж щоб медуза була названа на мою честь». Врешті біолог та музикант зустрілися та потоваришували. Зокрема, 9 червня 1988 року Френк Заппа присвятив свій концерт в Генуї.

## Поширення
Вид знайдений в порту Бодега-Бей в штаті Каліфорнія, США. Досі немає інших знахідок, окрім оригінального опису.